# Van Thi Nguyen
Nguyễn Thị Vân (em vietnamita:  Nguyễn Thị Vân, [ŋwiən˦ˀ˥ tʰi˧˨ʔ van˧˧], nascida em 1985/86), também chamada de Van Thi Nguyen, é uma empreendedora social vietnamita e ativista dos direitos dos deficientes.

## Vida pregressa
Nascida numa aldeia a 300km de distância de Hanói, capital do Vietnã, Van Thi tem atrofia muscular espinhal, assim como seu irmão, Cong Hung Nguyen. Ela se preocupou com o futuro de ambos, vendo os muitos mendigos deficientes no Vietnã, e ficou deprimida, abandonando a escola e tentando o suicídio.

## Carreira
Os irmãos Van Thi e Cong Hung fundaram o Centro "Vontade de Viver", em 2003, que oferece formação para pessoas com deficiência. Quando Cong Hung faleceu, aos 31 anos, Van Thi continuou a administrar o centro sozinha.
Van Thi também dirige a "Imagtor", uma empresa social que oferece soluções de fotografia, vídeo e TI, empregando muitos vietnamitas deficientes.

## Reconhecimento
- 2019 - 100 Mulheres da BBC.[6][7][8]
- 2019 - lista de mulheres vietnamitas influentes, da Forbes Vietnam.[6][7][8]